# На инат

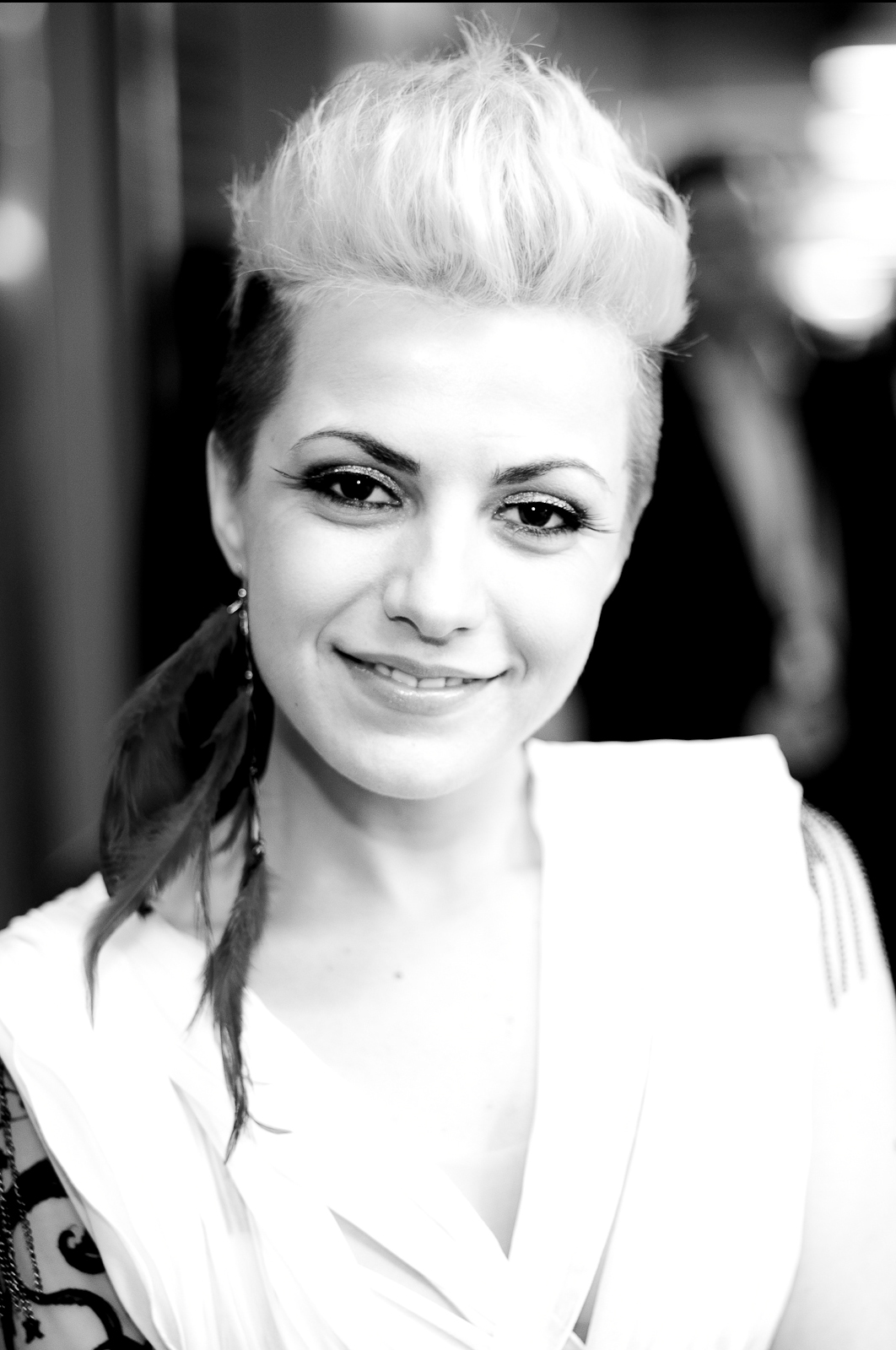
Конкурс песни "Евровидение" в Дюссельдорфе 2011

На инат (с болг. — «Упрямая») — песня болгарской певицы Поли Геновой на конкурсе «Евровидение-2011» в Дюссельдорф, Германия.

## О композиции
Музыка и текст «На инат» написала Поли Геновой за два дня в сотрудничестве с композиторов  из Symphonix International — Бориславом Милановым, Себастиан Арман и Дейвид Броннер. Запись была сделана в студии в Вене. Песня о том, как противостоять трудностям и преодолеть их.
В 2011 году Поли Генова с «На инат» соревновалась с 18 другими певцами в финале «EuroBGvision» в Зале №1 в Национальном дворце культуры, София. Песня выиграла голосов как профессионального жюри, так и SMS-голосования, что дало ее право представлять Болгарию на Евровидении в Дюссельдорфе. Это было четвертое участие Геновой на «EuroBGvision» и ее первая победа.
В втором полуфинале конкурса Евровидение-2011 «На инат» заняла 12-е место, и не прошла в финал.
На Youtube клип песни набрал более 4 000 000 просмотров
.

## Чарты
| Чарт (2011)             | Наив. поз |
| ----------------------- | --------- |
| Bulgarian Airplay Chart | 3         |